# 1975 في مصر
فيما يلي قوائم الأحداث التي وقعت خلال عام 1975 في مصر.

## سياسة

### تعيين في المنصب
- 16 أبريل – حسني مبارك نائب رئيس الجمهورية.

## أفلام
من الأفلام التي صدرت هذه السنة في مصر:
- 1 يناير – أريد حلا من إخراج سعيد مرزوق.
- 1 يناير – المطلقات
- 1 يناير – النداهة من إخراج حسين كمال.
- 1 يناير – بنت اسمها محمود من إخراج نيازي مصطفى.
- 1 يناير – حب أحلى من الحب من إخراج حلمي رفلة.
- 1 يناير – سؤال في الحب من إخراج هنري بركات.
- 1 يناير – على من نطلق الرصاص من إخراج كمال الشيخ.
- 1 يناير – على ورق سيلوفان
- 1 يناير – لا شيء يهم من إخراج حسين كمال، حسن إبراهيم.
- 1 يناير – ممنوع في ليلة الدخلة من إخراج حسن الصيفي.
- 14 مارس – الكل عاوز يحب
- 16 يونيو – الجبان والحب من إخراج حسن يوسف.
- 23 سبتمبر – المذنبون من إخراج سعيد مرزوق.
- 25 أكتوبر – نغم في حياتي من إخراج هنري بركات.

## كتب
من الكتب التي صدرت هذه السنة في مصر:
- 1 يناير – امرأة عند نقطة الصفر من تأليف نوال السعداوي.

## مواليد

### يناير
- 20 يناير – أسامة نبيه لاعب كرة قدم مصري.

### فبراير
- 12 فبراير – حسام عبد المنعم لاعب كرة قدم مصري.
- 19 فبراير – محمد علي رضا ملاكم مصري.
- 20 فبراير – يوسف الحسيني مقدم تلفزيوني مصري.

### مارس
- 1 مارس – علاء إبراهيم لاعب كرة قدم مصري.
- 7 مارس – حنان ترك ممثلة مصرية.

### مايو
- 2 مايو – أحمد حسن لاعب كرة قدم مصري.
- 4 مايو – مريم أمين مقدمة برامج تلفزيونية ومذيعة مصرية.
- 10 مايو – حازم إمام لاعب كرة قدم مصري.

### أغسطس
- 3 أغسطس – وائل جمعة لاعب كرة قدم مصري.
- 17 أغسطس – كريم عبد العزيز ممثل مصري.

### أكتوبر
- 21 أكتوبر – أحمد إسماعيل ملاكم مصري.
- 27 أكتوبر – تامر عبد الحميد لاعب كرة قدم مصري.

### نوفمبر
- 2 نوفمبر – خالد أبو النجا ممثل مصري.
- 4 نوفمبر – محمد حماقي مغني مصري.

## وفيات

### فبراير
- 3 فبراير – أم كلثوم (مواليد 1904) مغنية وكاتبة أغاني وممثلة أفلام مصرية.

### سبتمبر
- 20 سبتمبر – درية شفيق (مواليد 1908) ناشطة مصرية.